# Via Regis
Via Regis este un film românesc din 1996 regizat de Radu Igazsag, Alexandru Solomon.